# Montoire-sur-le-Loir
Pour les articles homonymes, voir Montoire.
Montoire-sur-le-Loir est une commune française située dans le département de Loir-et-Cher en région Centre-Val de Loire.
Localisée au nord-ouest du département, la commune fait partie de la petite région agricole « les Vallées et Coteaux du Loir », bordée au nord par un coteau raide et au sud par les coteaux en pente douce.
L'occupation des sols est marquée par l'importance des espaces agricoles et naturels qui occupent la quasi-totalité du territoire communal. Plusieurs espaces naturels d'intérêt sont présents dans la commune : un site natura 2000 et une zone naturelle d'intérêt écologique, faunistique et floristique (ZNIEFF). En 2010, l'orientation technico-économique de l'agriculture dans la commune est la culture des céréales et des oléoprotéagineux. À l'instar du département qui a vu disparaître le quart de ses exploitations en dix ans, le nombre d'exploitations agricoles a fortement diminué, passant de 28 en 1988, à 22 en 2000, puis à 15 en 2010.
Ses habitants sont appelés les Montoiriens.

## Géographie

### Localisation et communes limitrophes
La commune de Montoire-sur-le-Loir se trouve au nord-ouest du département de Loir-et-Cher, dans la petite région agricole des Vallées et Coteaux du Loir,. À vol d'oiseau, elle se situe à 39,3 km  de Blois, préfecture du département, à 15,9 km de Vendôme, sous-préfecture. La commune fait en outre partie du bassin de vie de Montoire-sur-le-Loir.
Les communes les plus proches sont : 
Lavardin (2,1 km), Les Roches-l'Évêque (3,2 km), Villavard (3,3 km), Saint-Martin-des-Bois (4,1 km), Saint-Rimay (4,6 km), Saint-Arnoult (4,8 km), Houssay (5,7 km), Fontaine-les-Coteaux (5,8 km) et Troo (5,8 km).

### Hydrographie
La commune est drainée par le Loir (4,936 km), bras de l'Échoiseau, le Grand Ri (1,976 km), le Fargot le Gouffrande et par divers petits cours d'eau, constituant un réseau hydrographique de 12,72 km de longueur totale.
Le Loir traverse la commune du nord-est vers le sud-ouest. D'une longueur totale de 317,4 km, il prend sa source dans la commune de Champrond-en-Gâtine (Eure-et-Loir) et se jette  dans la Sarthe à Briollay (Maine-et-Loire), après avoir traversé 86 communes. Sur le plan piscicole, ce cours d'eau est classé en deuxième catégorie, où le peuplement piscicole dominant est constitué de poissons blancs (cyprinidés) et de carnassiers (brochet, sandre et perche).

### Climat
Pour des articles plus généraux, voir Climat du Centre-Val de Loire et Climat de Loir-et-Cher.
En 2010, le climat de la commune est de type climat océanique dégradé des plaines du Centre et du Nord, selon une étude du CNRS s'appuyant sur une série de données couvrant la période 1971-2000. En 2020, Météo-France publie une typologie des climats de la France métropolitaine dans laquelle la commune est exposée à un climat océanique altéré et est dans la région climatique Moyenne vallée de la Loire, caractérisée par une bonne insolation (1 850 h/an) et un été peu pluvieux.
Pour la période 1971-2000, la température annuelle moyenne est de 11,2 °C, avec une amplitude thermique annuelle de 14,8 °C. Le cumul annuel moyen de précipitations est de 662 mm, avec 11,4 jours de précipitations en janvier et 7,1 jours en juillet. Pour la période 1991-2020, la température moyenne annuelle observée sur la station météorologique de Météo-France la plus proche, dans la commune de Saunay à 19 km à vol d'oiseau, est de 12,0 °C et le cumul annuel moyen de précipitations est de 657,3 mm,. Pour l'avenir, les paramètres climatiques de la commune estimés pour 2050 selon différents scénarios d'émission de gaz à effet de serre sont consultables sur un site dédié publié par Météo-France en novembre 2022.

### Milieux naturels et biodiversité

#### Sites Natura 2000
Le réseau Natura 2000 est un réseau écologique européen de sites naturels d'intérêt écologique élaboré à partir des Directives « Habitats » et « Oiseaux ». Ce réseau est constitué de Zones spéciales de conservation (ZSC) et de Zones de protection spéciale (ZPS). Dans les zones de ce réseau, les États membres s'engagent à maintenir dans un état de conservation favorable les types d'habitats et d'espèces concernés, par le biais de mesures réglementaires, administratives ou contractuelles. L'objectif est de promouvoir une gestion adaptée des habitats tout en tenant compte des exigences économiques, sociales et culturelles, ainsi que des particularités régionales et locales de chaque État membre. Les activités humaines ne sont pas interdites, dès lors que celles-ci ne remettent pas en cause significativement l'état de conservation favorable des habitats et des espèces concernées. Une partie du territoire communal est incluse dans le site Natura 2000 : 
les « Coteaux calcaires riches en chiroptères des environs de Montoire-sur-le-Loir », d'une superficie de 28,5 ha.

#### Zones naturelles d'intérêt écologique, faunistique et floristique
L'inventaire des zones naturelles d'intérêt écologique, faunistique et floristique (ZNIEFF) a pour objectif de réaliser une couverture des zones les plus intéressantes sur le plan écologique, essentiellement dans la perspective d'améliorer la connaissance du patrimoine naturel national et de fournir aux différents décideurs un outil d'aide à la prise en compte de l'environnement dans l'aménagement du territoire. Le territoire communal de Montoire-sur-le-Loir comprend une ZNIEFF : 
les « Coteau de Lavardin et Ravine des Reclusages » (63,62 ha).

## Urbanisme

### Typologie
Au 1er janvier 2024, Montoire-sur-le-Loir est catégorisée bourg rural, selon la nouvelle grille communale de densité à sept niveaux définie par l'Insee en 2022.
Elle appartient à l'unité urbaine de Montoire-sur-le-Loir, une agglomération intra-départementale regroupant deux  communes, dont elle est ville-centre,,. Par ailleurs la commune fait partie de l'aire d'attraction de Montoire-sur-le-Loir, dont elle est la commune-centre,. Cette aire, qui regroupe 11 communes, est catégorisée dans les aires de moins de 50 000 habitants,.

### Occupation des sols
L'occupation des sols est marquée par l'importance des espaces agricoles et naturels (96,8 %). La répartition détaillée ressortant de la base de données européenne d'occupation biophysique des sols Corine Land Cover millésimée 2012 est la suivante : 
terres arables (11,6 %), 
cultures permanentes (0,6 %), 
zones agricoles hétérogènes (15,4 %), 
prairies (3,5 %), 
forêts (65,2 %), 
milieux à végétation arbustive ou herbacée (0,7 %), 
zones urbanisées (1 %), 
espaces verts artificialisés non agricoles (0,5 %), 
zones industrielles et commerciales et réseaux de communication (1,7 %), 
eaux continentales (0,5 %).

### Planification
La loi SRU du 13 décembre 2000 a incité fortement les communes à se regrouper au sein d'un établissement public, pour déterminer les partis d'aménagement de l'espace au sein d'un SCoT, un document essentiel d'orientation stratégique des politiques publiques à une grande échelle. La commune est dans le territoire du  SCOT des Territoires du Grand Vendômois, approuvé en 2006 et dont la révision a été prescrite en 2017, pour tenir compte de l'élargissement de périmètre,.
En matière de planification, la commune disposait en 2017 d'un plan local d'urbanisme approuvé. Par ailleurs, à la suite de la loi ALUR (loi pour l'accès au logement et un urbanisme rénové) de mars 2014, un plan local d'urbanisme intercommunal couvrant le territoire de la Communauté d'agglomération Territoires Vendômois a été prescrit le 30 novembre 2015.

### Habitat et logement
Le tableau ci-dessous présente la typologie des logements à Montoire-sur-le-Loir en 2016 en comparaison avec celle du Loir-et-Cher et de la France entière. Une caractéristique marquante du parc de logements est ainsi la faible proportion des résidences secondaires et logements occasionnels (1,9 %) par rapport au département (18 %) et à la France entière (9,6 %). Concernant le statut d'occupation de ces logements, 81,4 % des habitants de la commune sont propriétaires de leur logement (80,1 % en 2011), contre 68,1 % pour le Loir-et-Cher et 57,6 pour la France entière.
|                                                         | Montoire-sur-le-Loir | Loir-et-Cher | France entière |
| ------------------------------------------------------- | -------------------- | ------------ | -------------- |
| Résidences principales (en %)                           | 91,4                 | 74,5         | 82,3           |
| Résidences secondaires et logements occasionnels (en %) | 1,9                  | 18           | 9,6            |
| Logements vacants (en %)                                | 6,7                  | 7,5          | 8,1            |

### Risques majeurs
Le territoire communal de Montoire-sur-le-Loir est vulnérable à différents aléas naturels : inondations (par débordement du Loir ou par ruissellement), climatiques (hiver exceptionnel ou canicule), mouvements de terrains ou sismique (sismicité très faible).
Il est également exposé à un risque technologique :  le transport de matières dangereuses,.

#### Risques naturels

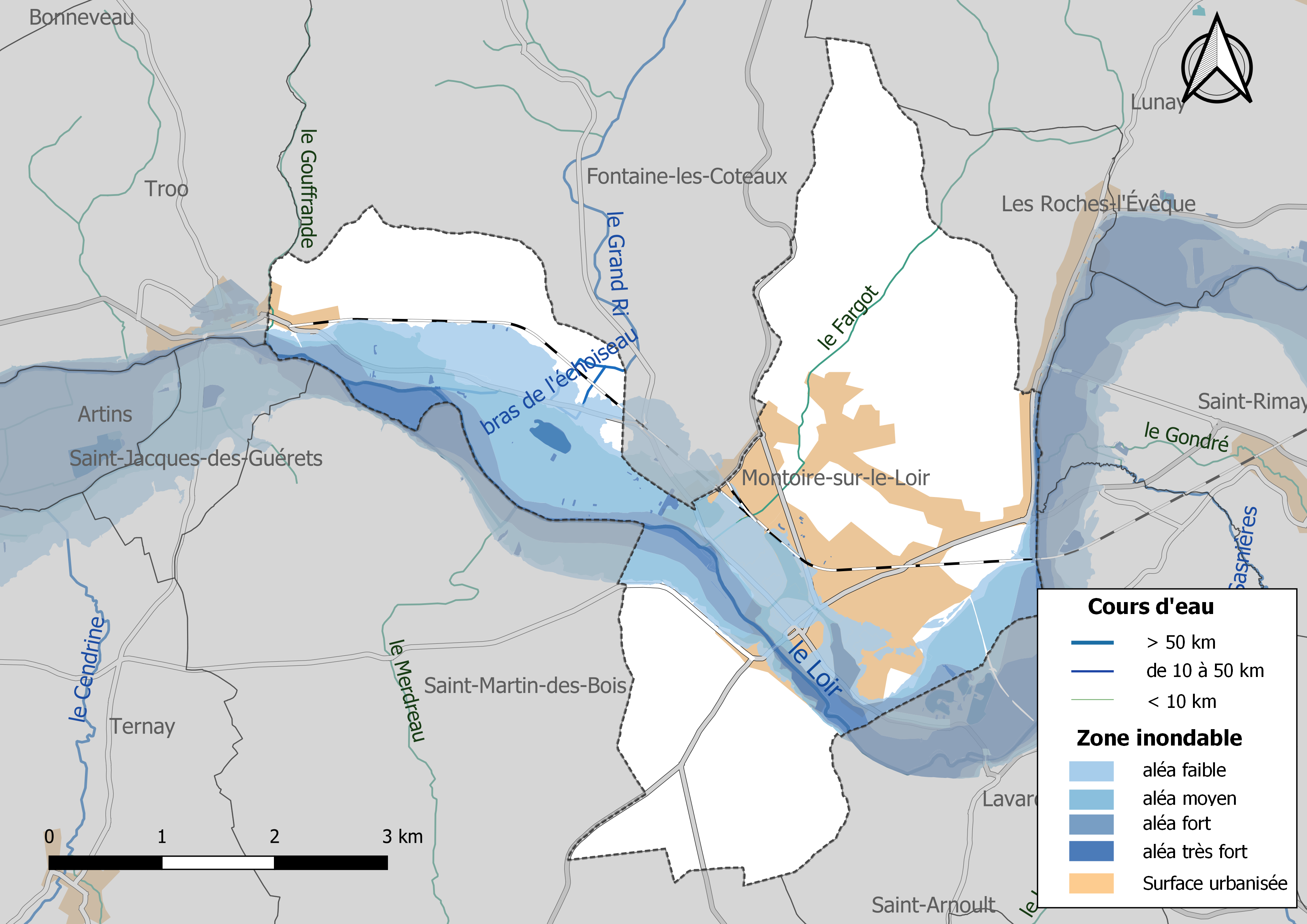
Zones inondables de la commune de Montoire-sur-le-Loir.

Les mouvements de terrain susceptibles de se produire sur la commune sont soit liés au retrait-gonflement des argiles, soit des chutes de blocs, soit des glissements de terrain, soit des effondrements liés à des cavités souterraines. Le phénomène de retrait-gonflement des argiles est la conséquence d'un changement d'humidité des sols argileux. Les argiles sont capables de fixer l'eau disponible, mais aussi de la perdre en se rétractant en cas de sécheresse. Ce phénomène peut provoquer des dégâts très importants sur les constructions (fissures, déformations des ouvertures) pouvant rendre inhabitables certains locaux. La carte de zonage de cet aléa peut être consultée sur le site de l'observatoire national des risques naturels Georisques. Une autre carte permet de prendre connaissance des cavités souterraines localisées dans la commune.
Les crues du Loir sont moins importantes que celles de la Loire, mais elles peuvent provoquer des dégâts importants. Les crues historiques sont celles de 1665 (4 m à l'échelle de Vendôme), 1784 (2,84 m), 1961 (2,90 m) et 2004 (2 m). Le débit maximal historique est de 256 m3/s et caractérise une crue de retour cinquantennal. Le risque d'inondation est pris en compte dans l'aménagement du territoire de la commune par le biais du Plan de prévention du risque inondation (PPRI) du Loir.

#### Risques technologiques
Le risque de transport de marchandises dangereuses dans la commune est lié à sa traversée par une canalisation de transport de gaz. Un accident se produisant sur une telle infrastructure est en effet susceptible d'avoir des effets graves au bâti ou aux personnes jusqu'à 350 m, selon la nature du matériau transporté. Des dispositions d'urbanisme peuvent être préconisées en conséquence.

## Toponymie
Attestée sous la forme Mons aureus en 869[réf. nécessaire].

## Histoire

### Moyen Âge et période moderne
Montoire est une ville fort ancienne, connue sous le nom de Aureum Mons en latin médiéval. L'église Saint-Gilles portait sur sa voûte des fresques romanes, qui témoignent encore par les dessins qu'en a réalisés Monsieur Launay de son ancien rayonnement religieux. La maison de Montoire assure son renom guerrier. La ville et sa campagne, aux confins du Blaisois et du Perche, sont intégrés dans le comté de Vendôme.
Durant la guerre que se livraient Henri II d'Angleterre et Philippe Auguste, Richard Cœur de Lion prend, en 1188, le château de Montoire puis se dirige sur Lavardin, ans parvenir à prendre la forteresse de cette ville.
Monteor ou Montoire est promue capitale du Bas-Vendômois sous Jean V, qui organise la scission de la terre comtale de Vendôme. La maison de Vendôme passe aux Bourbons, avant de revenir à la maison royale en 1712. Elle échoit au gentilhomme d'origine bretonne Jean-Sébastien de Kerhoent (ou Querhoent), gouverneur de Morlaix, à la fin de l'Ancien Régime. Il obtient l'érection de la terre de Montoire en marquisat sous le nom de Kerhoent (juin 1743, confirmé en 1755 pour Louis-Joseph). La ville porte alors le nom de cette famille jusqu'à la Révolution française.

### Période contemporaine
Au XIXe siècle, Montoire est une ville commerçante, étendue en grande partie sur la rive droite du Loir, dans l'arrondissement de Vendôme. Elle n'est qu'à 18 km au sud-ouest de Vendôme, ville en amont dans la même vallée.
Le 27 décembre 1870, pendant la guerre de 1870-1871, lors d'un engagement hivernal meurtrier entre Fontaine et Montoire, le général Jouffroy d'Abbans et ses soldats remportent une trop courte victoire face aux troupes prussiennes en avancée téméraire. Il saisit une centaine de prisonniers allemands, outre les bagages et les munitions.
Le chef-lieu de canton qui a 3 167 habitants en 1878 possède une belle et vaste place créée par le duc de Tallard, un des anciens seigneurs de Montoire. Elle est bordée par le Loir et adossée aux ruines du château de saint Outrille. On observe encore des pans de murailles sur les lieux des anciennes fortifications de la ville. La ville possède des tanneries, des fabriques de serge et de toile, ainsi que des grosses bonneteries de laine. Elle reçoit d'actifs marchés du pays agricole, ce qui fait d'elle un centre commercial dans le domaine des céréales, des vins, des bois, des fourrages et des plantes médicinales renommées.
Le chemin de fer arrive probablement dans les années 1880.
C'est en 1891 que le nom actuel de Montoire-sur-le-Loir fut adopté.
Il n'y a plus que 2 780 habitants en 1920. Le canton a 19 communes et 10 540 habitants.
Entre le 29 janvier et le 8 février 1939, plus de 3 100 réfugiés espagnols fuyant l'effondrement de la république espagnole devant Franco, arrivent en Loir-et-Cher. Devant l'insuffisance des structures d'accueil (les haras de Selles-sur-Cher sont notamment utilisés), 47 villages sont mis à contribution, dont Montoire-sur-le-Loir. Les réfugiés, essentiellement des femmes et des enfants, sont soumis à une quarantaine stricte, vaccinés, le courrier est limité, le ravitaillement, s'il est peu varié et cuisiné à la française, est cependant assuré. Au printemps et à l'été, les réfugiés sont regroupés à Bois-Brûlé (commune de Boisseau).

### Seconde Guerre mondiale

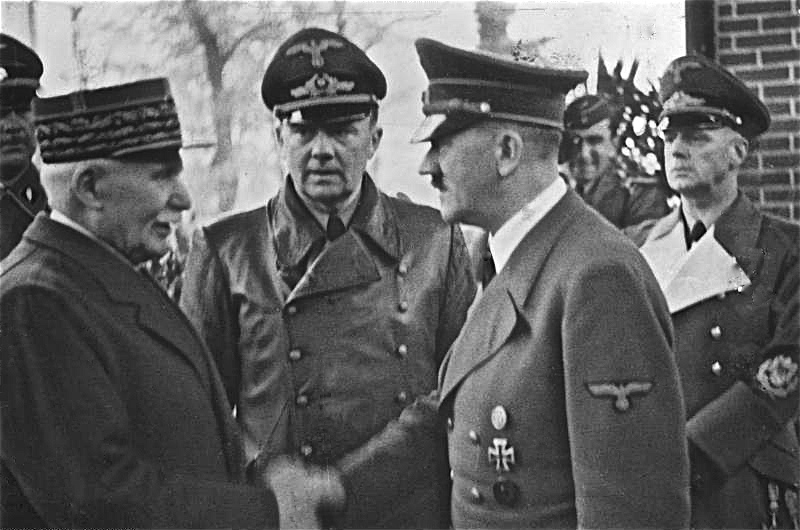
Le maréchal Pétain et Adolf Hitler, le 24 octobre 1940, en gare de Montoire.

Montoire-sur-le-Loir est connu pour l'entrevue entre le maréchal Pétain, chef de l'État français, et Adolf Hitler, chancelier du Troisième Reich allemand, qui eut lieu le 24 octobre 1940 en gare de Montoire.
C'est à l'occasion de cette entrevue que fut entamée la collaboration française au régime nazi. La gare de Montoire avait été choisie pour son relatif isolement et sa proximité avec l'axe Paris-Hendaye — Hitler revenant d'une rencontre avec Franco qui avait eu lieu à Hendaye dans le but de convaincre l'Espagne d'entrer en guerre, en vain. De plus, en cas d'attaque aérienne, le train pouvait se mettre à l'abri dans le proche tunnel de Saint-Rimay. Les portes blindées que l'on peut d'ailleurs apercevoir aux entrées de ce tunnel furent installées en 1943, et un poste de commandement allemand fut créé à Saint-Rimay et Thoré-la-Rochette, en liaison directe avec Berlin, mais ne fut cependant jamais utilisé.
Plus tard en 1942, ce tunnel joue un rôle important quand Saint-Rimay est choisi comme quartier général d'Hitler pour faire face à un éventuel débarquement sur la côte Atlantique. Mais Saint-Rimay et le « W3 » (nom de code du quartier général) seront finalement abandonnés.

### L'après-guerre
En 1945, la commune absorbe celle voisine de Saint-Quentin-lès-Trôo ; au cours de la Révolution française, celle-ci, alors simplement dénommée Saint-Quentin, porta provisoirement le nom de Prés-Quentin et adopta celui de Saint-Quentin-lès-Trôo en 1937.

## Politique et administration

### Découpage territorial
La commune de Montoire-sur-le-Loir est membre de la Communauté d'agglomération Territoires Vendômois, un établissement public de coopération intercommunale (EPCI) à fiscalité propre créé le 1er janvier 2017.
Elle est rattachée sur le plan administratif à l'arrondissement de Vendôme, au département de Loir-et-Cher et à la région Centre-Val de Loire, en tant que circonscriptions administratives. Sur le plan électoral, elle est rattachée au canton de Montoire-sur-le-Loir depuis 2015 pour l'élection des conseillers départementaux et à la troisième circonscription de Loir-et-Cher pour les élections législatives.

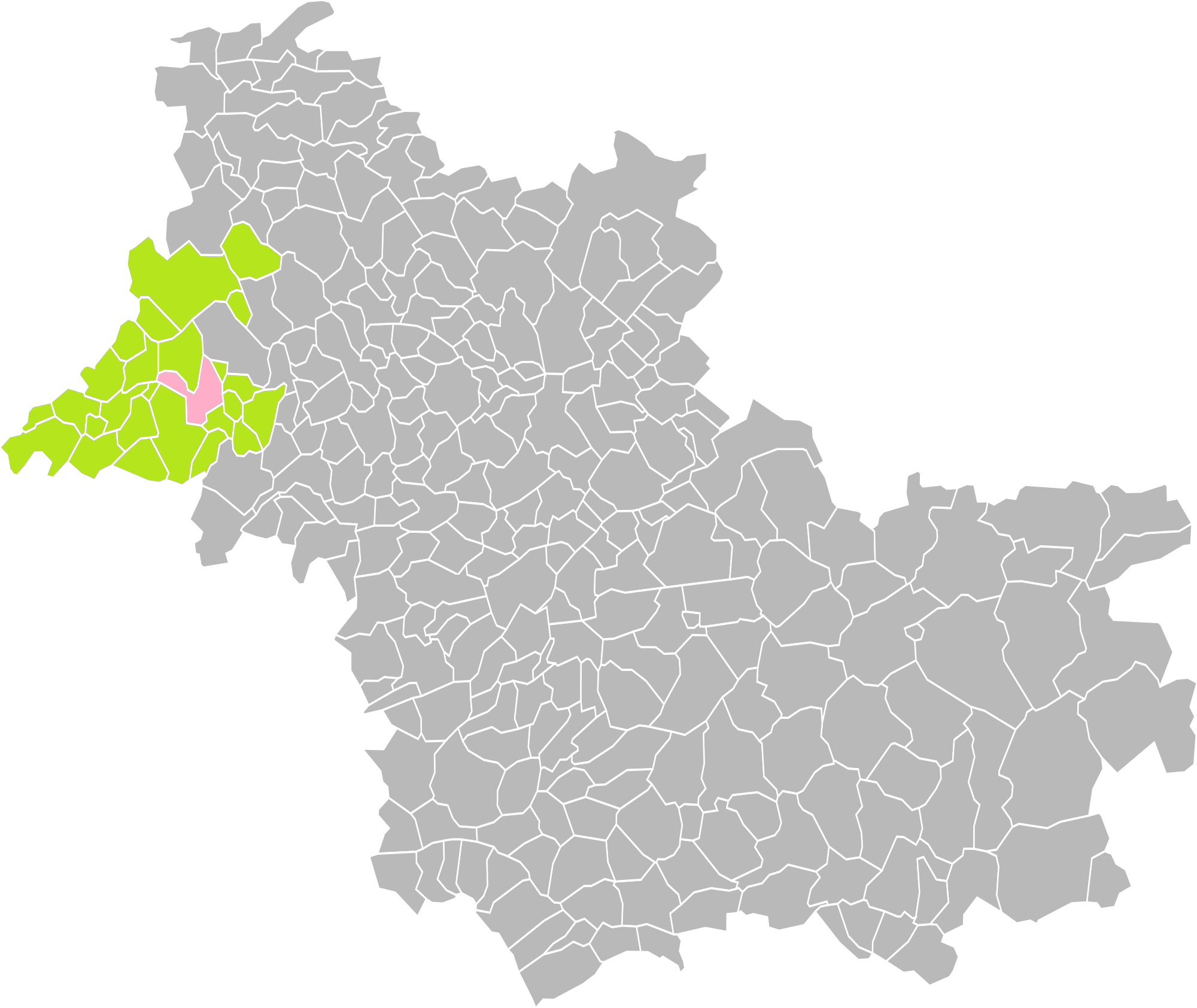
Montoire-sur-le-Loir dans l'intercommunalité en 2016.
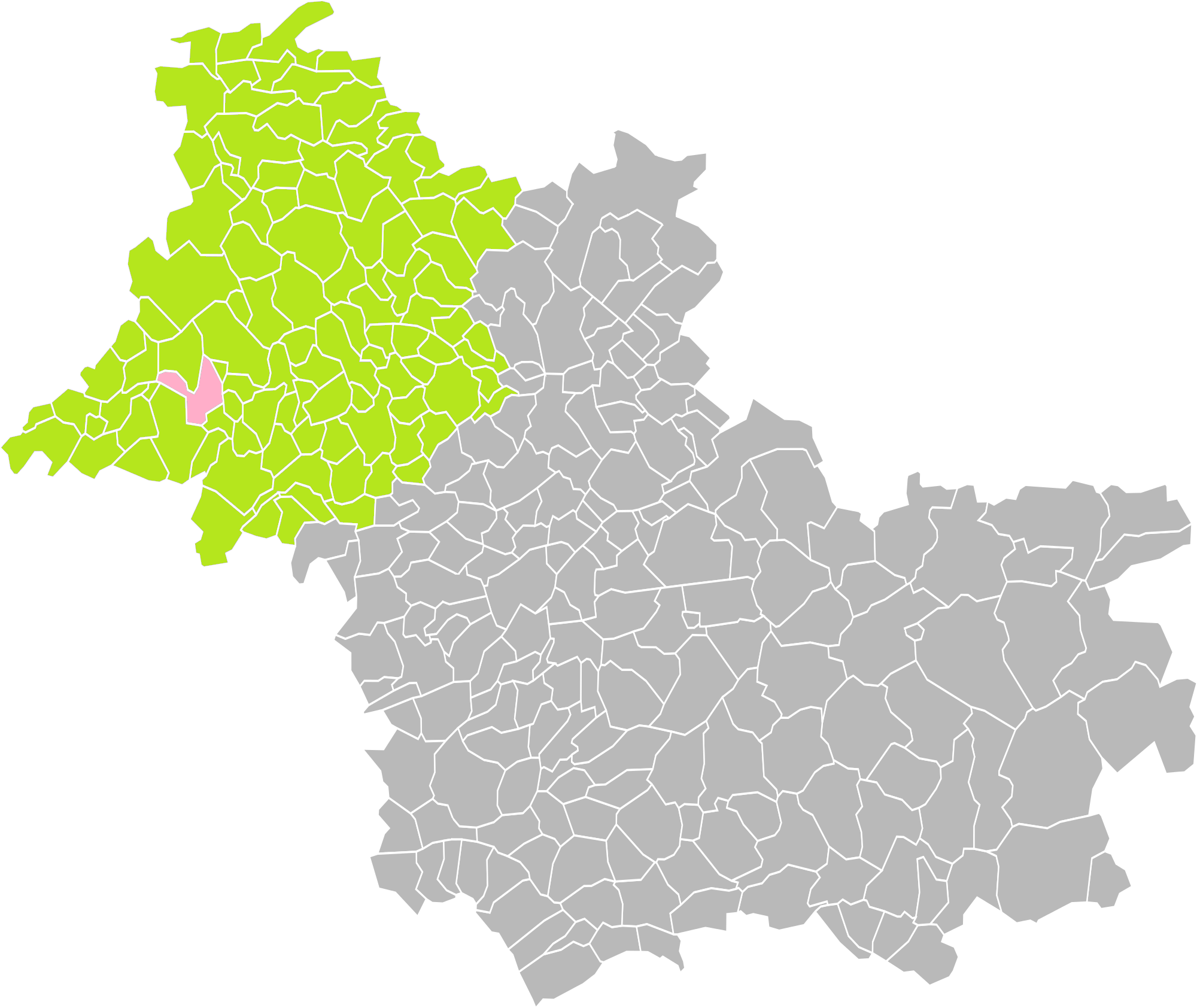
Montoire-sur-le-Loir dans l'arrondissement de Vendôme en 2016.
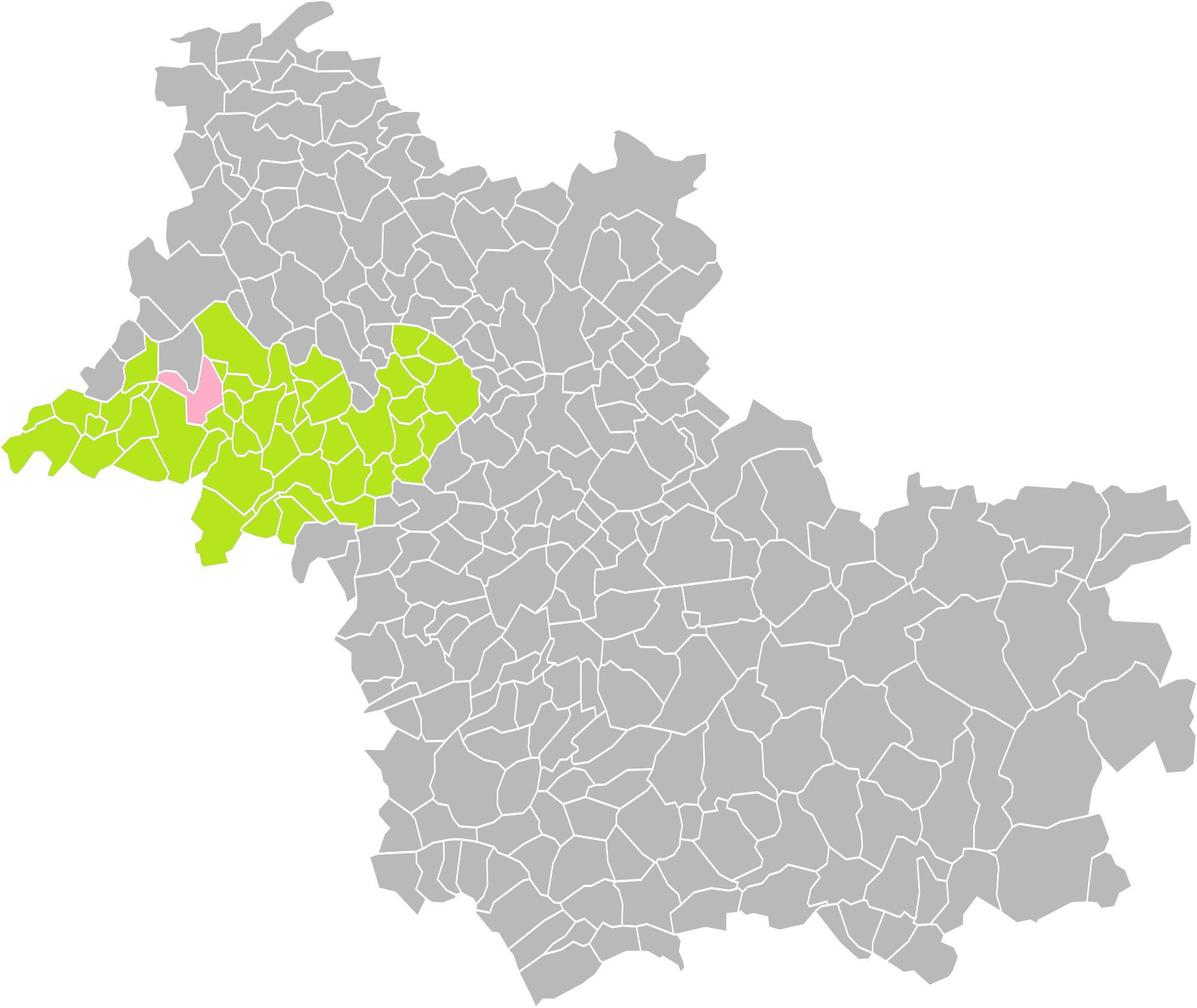
Montoire-sur-le-Loir dans le canton de Montoire-sur-le-Loir en 2016.

### Politique et administration municipale

#### Conseil municipal et maire
Le conseil municipal de Montoire-sur-le-Loir, commune de plus de 1 000 habitants, est élu au scrutin proportionnel plurinominal avec prime majoritaire. Compte tenu de la population communale, le nombre de sièges au conseil municipal est de 25. Le maire, à la fois agent de l'État et exécutif de la commune en tant que collectivité territoriale, est élu par le conseil municipal au scrutin secret lors de la première réunion du conseil suivant les élections municipales, pour un mandat de six ans, c'est-à-dire pour la durée du mandat du conseil.
| Période          | Période                   | Identité                                               | Étiquette    | Qualité                                                                     |
| ---------------- | ------------------------- | ------------------------------------------------------ | ------------ | --------------------------------------------------------------------------- |
| 1695             | 1724                      | André Neilz, sieur de Bréviande                        |              | Lieutenant civil et criminel, maire perpétuel de Montoire                   |
| 1724             | 1780                      | Philippe Frédureau, sieur de Villedrouin, la Pommeraie |              | Bailli et maire de Montoire                                                 |
| 1780             | 9 février 1790            | Pierre-René-Charles Arnoult                            |              | Avocat et bailli de Montoire                                                |
| 9 février 1790   | 25 février 1790           | Louis-François Pothée                                  |              | Député à l'Assemblée nationale                                              |
| 25 février 1790  | 14 juillet 1790           | Pierre-René-Charles Arnoult, derechef                  |              |                                                                             |
| 14 juillet 1790  | 14 novembre 1791          | Gobert                                                 |              |                                                                             |
| 14 novembre 1791 | 6 mai 1795                | Louis-François Pothée, pour la seconde fois            |              |                                                                             |
| 6 mai 1795       | 29 juin 1800              | Louis Marin                                            |              | Contrôleur des actes                                                        |
| 29 juin 1800     | 18 août 1800              | Jacques-Louis Chartier de la Daulerie                  |              |                                                                             |
| 18 août 1800     | 18 novembre 1802          | Jacques Moriceau                                       |              |                                                                             |
| 18 novembre 1802 | 18 mai 1806               | Henri Jumet-Augis                                      |              |                                                                             |
| 18 mai 1806      | 30 août 1815              | Michel-Pierre-René-Marie Lebreton Dubuisson            |              |                                                                             |
| 30 août 1815     | septembre 1830            | Jacques-Pierre-Louis Chartier                          |              |                                                                             |
| 1830             | 1833                      | Couturier                                              |              |                                                                             |
| 1833             | 1847                      | Simon Chesneau                                         |              |                                                                             |
| 1847             | 1848                      | Louis-Frédéric Guellier                                |              |                                                                             |
| 1848             | 1870                      | René Chauvin                                           |              |                                                                             |
| 1871             | 1876                      | Debourges                                              |              |                                                                             |
| 1876             | 1882                      | Audebert-Bazin                                         |              |                                                                             |
| 1882             | 1888                      | Georges                                                |              |                                                                             |
| 1888             | 1892                      | Louis Pichot                                           |              |                                                                             |
| 1892             | 1907                      | Théophile Chaintron                                    |              |                                                                             |
| 1907             | -                         | Victor Pilette                                         |              |                                                                             |
| -                | -                         | Dr Gamard                                              |              |                                                                             |
| 1941             | 1944                      | Louis Renard                                           |              | Conseiller général, chevalier de la Légion d'honneur, nommé maire par Vichy |
| 1953             | 1965                      | Maurice Rillié                                         |              |                                                                             |
| 1969             | septembre 1986 (décès)    | Charles Beaupetit                                      | DVD puis UDF | Géomètre-expert Sénateur (1974-1986) Conseiller général (1965-1986)         |
| septembre 1986   | juin 1995                 | Hubert Bretheau                                        | DVD          | Vétérinaire Conseiller général (1998-2004)                                  |
| juin 1995        | mars 2001                 | Jean-François Proux                                    | DVD          |                                                                             |
| mars 2001        | novembre 2010 (démission) | Michel Cureau                                          | PS           | Enseignant spécialisé Conseiller général (2004-2011)                        |
| décembre 2010    | mars 2014                 | Pierre Roger                                           | PS           |                                                                             |
| avril 2014       | mai 2020                  | Guy Moyer                                              | DVG          | Retraité de la fonction publique                                            |
| mai 2020         | En cours                  | Arnaud Tafilet,                                        | Divers       | Ingénieur ou cadre technique d'entreprise                                   |

## Population et société

### Démographie

#### Évolution démographique
L'évolution du nombre d'habitants est connue à travers les recensements de la population effectués dans la commune depuis 1793. Pour les communes de moins de 10 000 habitants, une enquête de recensement portant sur toute la population est réalisée tous les cinq ans, les populations de référence des années intermédiaires étant quant à elles estimées par interpolation ou extrapolation. Pour la commune, le premier recensement exhaustif entrant dans le cadre du nouveau dispositif a été réalisé en 2004.

En 2022, la commune comptait 3 678 habitants, en évolution de −3,41 % par rapport à 2016 (Loir-et-Cher : −1,15 %, France hors Mayotte : +2,11 %).
| 1793  | 1800  | 1806  | 1821  | 1831  | 1836  | 1841  | 1846  | 1851  |
| ----- | ----- | ----- | ----- | ----- | ----- | ----- | ----- | ----- |
| 2 844 | 2 660 | 2 878 | 2 938 | 3 072 | 3 061 | 3 306 | 3 051 | 3 180 |

| 1856  | 1861  | 1866  | 1872  | 1876  | 1881  | 1886  | 1891  | 1896  |
| ----- | ----- | ----- | ----- | ----- | ----- | ----- | ----- | ----- |
| 3 256 | 3 099 | 3 193 | 3 054 | 3 167 | 3 439 | 3 278 | 3 319 | 3 217 |

| 1901  | 1906  | 1911  | 1921  | 1926  | 1931  | 1936  | 1946  | 1954  |
| ----- | ----- | ----- | ----- | ----- | ----- | ----- | ----- | ----- |
| 3 115 | 3 114 | 2 970 | 2 852 | 2 780 | 2 698 | 2 752 | 2 908 | 2 683 |

| 1962  | 1968  | 1975  | 1982  | 1990  | 1999  | 2004  | 2006  | 2009  |
| ----- | ----- | ----- | ----- | ----- | ----- | ----- | ----- | ----- |
| 2 540 | 3 241 | 3 932 | 4 200 | 4 065 | 4 275 | 4 186 | 4 127 | 4 081 |

| 2014  | 2019  | 2022  | - | - | - | - | - | - |
| ----- | ----- | ----- | - | - | - | - | - | - |
| 3 842 | 3 721 | 3 678 | - | - | - | - | - | - |

#### Pyramide des âges
La population de la commune est relativement âgée.
En 2018, le taux de personnes d'un âge inférieur à 30 ans s'élève à 21,9 %, soit en dessous de la moyenne départementale (31,3 %). À l'inverse, le taux de personnes d'âge supérieur à 60 ans est de 46,8 % la même année, alors qu'il est de 31,6 % au niveau départemental.
En 2018, la commune comptait 1 741 hommes pour 2 011 femmes, soit un taux de 53,6 % de femmes, largement supérieur au taux départemental (51,45 %).
Les pyramides des âges de la commune et du département s'établissent comme suit.
| Hommes | Classe d’âge | Femmes |
| ------ | ------------ | ------ |
| 3,0    | 90 ou +      | 5,4    |
| 16,8   | 75-89 ans    | 20,9   |
| 23,5   | 60-74 ans    | 23,5   |
| 20,6   | 45-59 ans    | 19,8   |
| 12,1   | 30-44 ans    | 10,3   |
| 13,2   | 15-29 ans    | 9,3    |
| 10,8   | 0-14 ans     | 10,8   |

| Hommes | Classe d’âge | Femmes |
| ------ | ------------ | ------ |
| 1,1    | 90 ou +      | 2,6    |
| 9,2    | 75-89 ans    | 11,9   |
| 19,7   | 60-74 ans    | 20,4   |
| 20,7   | 45-59 ans    | 20     |
| 16,5   | 30-44 ans    | 16,2   |
| 15,2   | 15-29 ans    | 13,2   |
| 17,6   | 0-14 ans     | 15,7   |

## Économie

### Secteurs d'activité
Le tableau ci-dessous détaille le nombre d'entreprises implantées à Montoire-sur-le-Loir selon leur secteur d'activité et le nombre de leurs salariés :
|                                                              | total | % com (% dep) | 0 salarié | 1 à 9 salarié(s) | 10 à 19 salariés | 20 à 49 salariés | 50 salariés ou plus |
| ------------------------------------------------------------ | ----- | ------------- | --------- | ---------------- | ---------------- | ---------------- | ------------------- |
| Ensemble                                                     | 350   | 100,0 (100)   | 187       | 126              | 14               | 15               | 8                   |
| Agriculture, sylviculture et pêche                           | 9     | 2,6 (11,8)    | 4         | 5                | 0                | 0                | 0                   |
| Industrie                                                    | 31    | 8,9 (6,5)     | 8         | 11               | 4                | 5                | 3                   |
| Construction                                                 | 31    | 8,9 (10,3)    | 12        | 17               | 2                | 0                | 0                   |
| Commerce, transports, services divers                        | 214   | 61,1 (57,9)   | 126       | 80               | 2                | 5                | 1                   |
| dont commerce et réparation automobile                       | 64    | 18,3 (17,5)   | 32        | 27               | 1                | 3                | 1                   |
| Administration publique, enseignement, santé, action sociale | 65    | 18,6 (13,5)   | 37        | 13               | 6                | 5                | 4                   |
| Champ : ensemble des activités.                              |       |               |           |                  |                  |                  |                     |

Le secteur du commerce, transport et service divers est prépondérant dans la commune (214 entreprises sur 350).
Sur les 350 entreprises implantées à Montoire-sur-le-Loir en 2016, 187 ne font appel à aucun salarié, 126 comptent 1 à 9 salariés, 14 emploient entre 10 et 19 personnes.15 emploient entre 20 et 49 personnes.
Au 1er juillet 2017, la commune est classée en zone de revitalisation rurale (ZRR), un dispositif visant à aider le développement des territoires ruraux principalement à travers des mesures fiscales et sociales. Des mesures spécifiques en faveur du développement économique s'y appliquent également.
La commune loue à la société Quadran le terrain de l'ancienne décharge pour construire en 2018-2019 une centrale solaire photovoltaïque de 2,3 MW, avec le soutien de la coopérative citoyenne d'énergie locale Énergies vendômoises.

### Agriculture
En 2010, l'orientation technico-économique de l'agriculture dans la commune est la polyculture et le polyélevage. Le département a perdu près d'un quart de ses exploitations en 10 ans, entre 2000 et 2010 (c'est le département de la région Centre-Val de Loire qui en compte le moins). Cette tendance se retrouve également au niveau de la commune où le nombre d'exploitations est passé de 43 en 1988 à 22 en 2000 puis à 15 en 2010. Parallèlement, la taille de ces exploitations augmente, passant de 26 ha en 1988 à 51 ha en 2010.
Le tableau ci-dessous présente les principales caractéristiques des exploitations agricoles de Montoire-sur-le-Loir, observées sur une période de 22 ans : 
|                                      | 1988                 | 2000                 | 2010                 |
| Dimension économique                 | Dimension économique | Dimension économique | Dimension économique |
| ------------------------------------ | -------------------- | -------------------- | -------------------- |
| Nombre d'exploitations (u)           | 43                   | 22                   | 15                   |
| Travail (UTA)                        | 72                   | 27                   | 19                   |
| Surface agricole utilisée (ha)       | 1 097                | 892                  | 766                  |
| Cultures                             |                      |                      |                      |
| Terres labourables (ha)              | 755                  | 761                  | 666                  |
| Céréales (ha)                        | 495                  | 495                  | 421                  |
| dont blé tendre (ha)                 | 279                  | 348                  | 277                  |
| dont maïs-grain et maïs-semence (ha) | 98                   | 20                   | s                    |
| Tournesol (ha)                       | 112                  | s                    | s                    |
| Colza et navette (ha)                | 58                   | 128                  | 119                  |
| Élevage                              |                      |                      |                      |
| Cheptel (UGBTA)                      | 509                  | 464                  | 259                  |

#### Produits labellisés
La commune de Montoire-sur-le-Loir est située dans l'aire de l'appellation d'origine protégée (AOP)  de deux produits : un fromage (le Sainte-maure-de-touraine) et un vin (les Coteaux-du-vendômois).
Le territoire de la commune est également intégré aux aires de productions de divers produits bénéficiant d'une indication géographique protégée (IGP) : le bœuf du Maine, les porcs de la Sarthe, les rillettes de Tours, le vin Val-de-loire, les volailles de Loué, les volailles de l’Orléanais, les volailles du Maine et les œufs de Loué,.

Quelques produits labellisés de Montoire-sur-le-Loir.
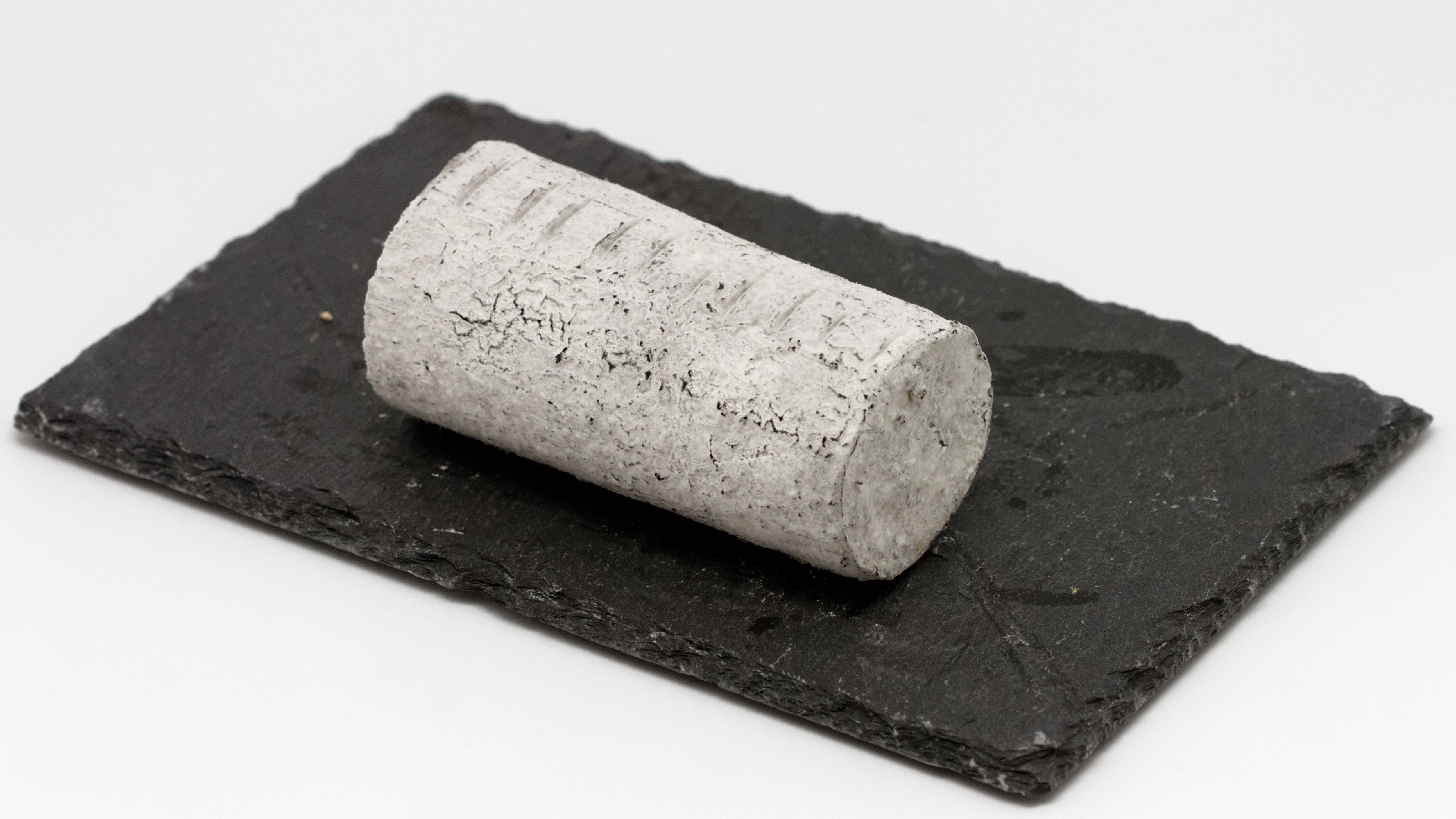
Sainte-maure-de-touraine.
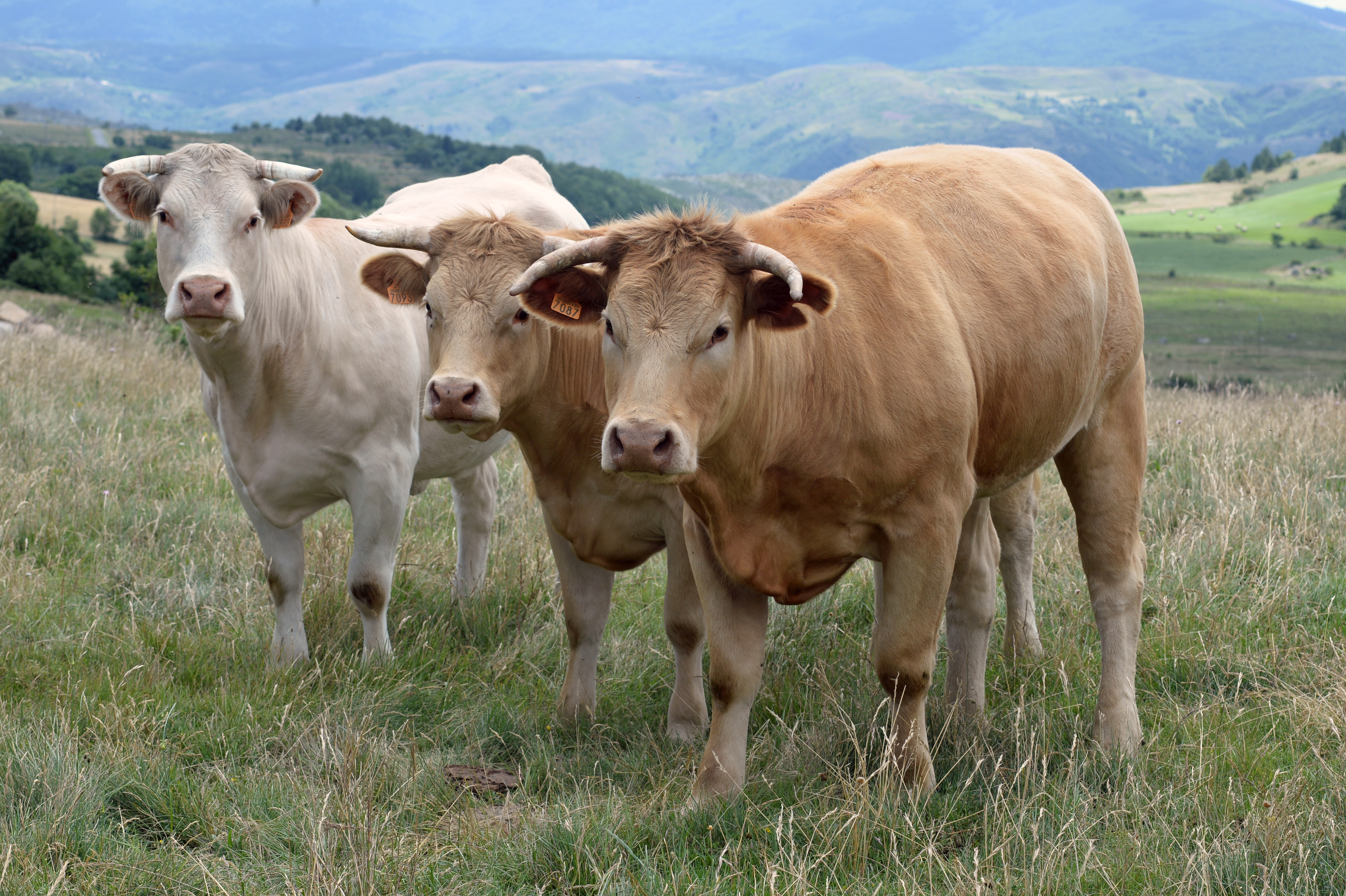
Bœuf du Maine.

## Culture locale et patrimoine

### Voies
| 145 odonymes recensés à Montoire-sur-le-Loir au 3 mars 2014 | 145 odonymes recensés à Montoire-sur-le-Loir au 3 mars 2014 | 145 odonymes recensés à Montoire-sur-le-Loir au 3 mars 2014 | 145 odonymes recensés à Montoire-sur-le-Loir au 3 mars 2014 | 145 odonymes recensés à Montoire-sur-le-Loir au 3 mars 2014 | 145 odonymes recensés à Montoire-sur-le-Loir au 3 mars 2014 | 145 odonymes recensés à Montoire-sur-le-Loir au 3 mars 2014 | 145 odonymes recensés à Montoire-sur-le-Loir au 3 mars 2014 | 145 odonymes recensés à Montoire-sur-le-Loir au 3 mars 2014 | 145 odonymes recensés à Montoire-sur-le-Loir au 3 mars 2014 | 145 odonymes recensés à Montoire-sur-le-Loir au 3 mars 2014 | 145 odonymes recensés à Montoire-sur-le-Loir au 3 mars 2014 | 145 odonymes recensés à Montoire-sur-le-Loir au 3 mars 2014 | 145 odonymes recensés à Montoire-sur-le-Loir au 3 mars 2014 | 145 odonymes recensés à Montoire-sur-le-Loir au 3 mars 2014 | 145 odonymes recensés à Montoire-sur-le-Loir au 3 mars 2014 |
| Allée                                                       | Avenue                                                      | Bld                                                         | Chemin                                                      | Clos                                                        | Impasse                                                     | Montée                                                      | Passage                                                     | Place                                                       | Promenade                                                   | Route                                                       | Rue                                                         | Ruelle                                                      | Voie                                                        | Autres                                                      | Total                                                       |
| ----------------------------------------------------------- | ----------------------------------------------------------- | ----------------------------------------------------------- | ----------------------------------------------------------- | ----------------------------------------------------------- | ----------------------------------------------------------- | ----------------------------------------------------------- | ----------------------------------------------------------- | ----------------------------------------------------------- | ----------------------------------------------------------- | ----------------------------------------------------------- | ----------------------------------------------------------- | ----------------------------------------------------------- | ----------------------------------------------------------- | ----------------------------------------------------------- | ----------------------------------------------------------- |
| 0                                                           | 9                                                           | 2                                                           | 5                                                           | 0                                                           | 9                                                           | 0                                                           | 0                                                           | 4                                                           | 2                                                           | 2                                                           | 70                                                          | 0                                                           | 0                                                           | 42                                                          | 145                                                         |
| Notes « N »                                                 | Notes « N »                                                 | 1. 2. 3. 4. 5. 6. 7.                                        | 1. 2. 3. 4. 5. 6. 7.                                        | 1. 2. 3. 4. 5. 6. 7.                                        | 1. 2. 3. 4. 5. 6. 7.                                        | 1. 2. 3. 4. 5. 6. 7.                                        | 1. 2. 3. 4. 5. 6. 7.                                        | 1. 2. 3. 4. 5. 6. 7.                                        | 1. 2. 3. 4. 5. 6. 7.                                        | 1. 2. 3. 4. 5. 6. 7.                                        | 1. 2. 3. 4. 5. 6. 7.                                        | 1. 2. 3. 4. 5. 6. 7.                                        | 1. 2. 3. 4. 5. 6. 7.                                        | 1. 2. 3. 4. 5. 6. 7.                                        | 1. 2. 3. 4. 5. 6. 7.                                        |
| Sources : rue-ville.info & perche-gouet.net & OpenStreetMap |                                                             |                                                             |                                                             |                                                             |                                                             |                                                             |                                                             |                                                             |                                                             |                                                             |                                                             |                                                             |                                                             |                                                             |                                                             |

### Lieux et monuments

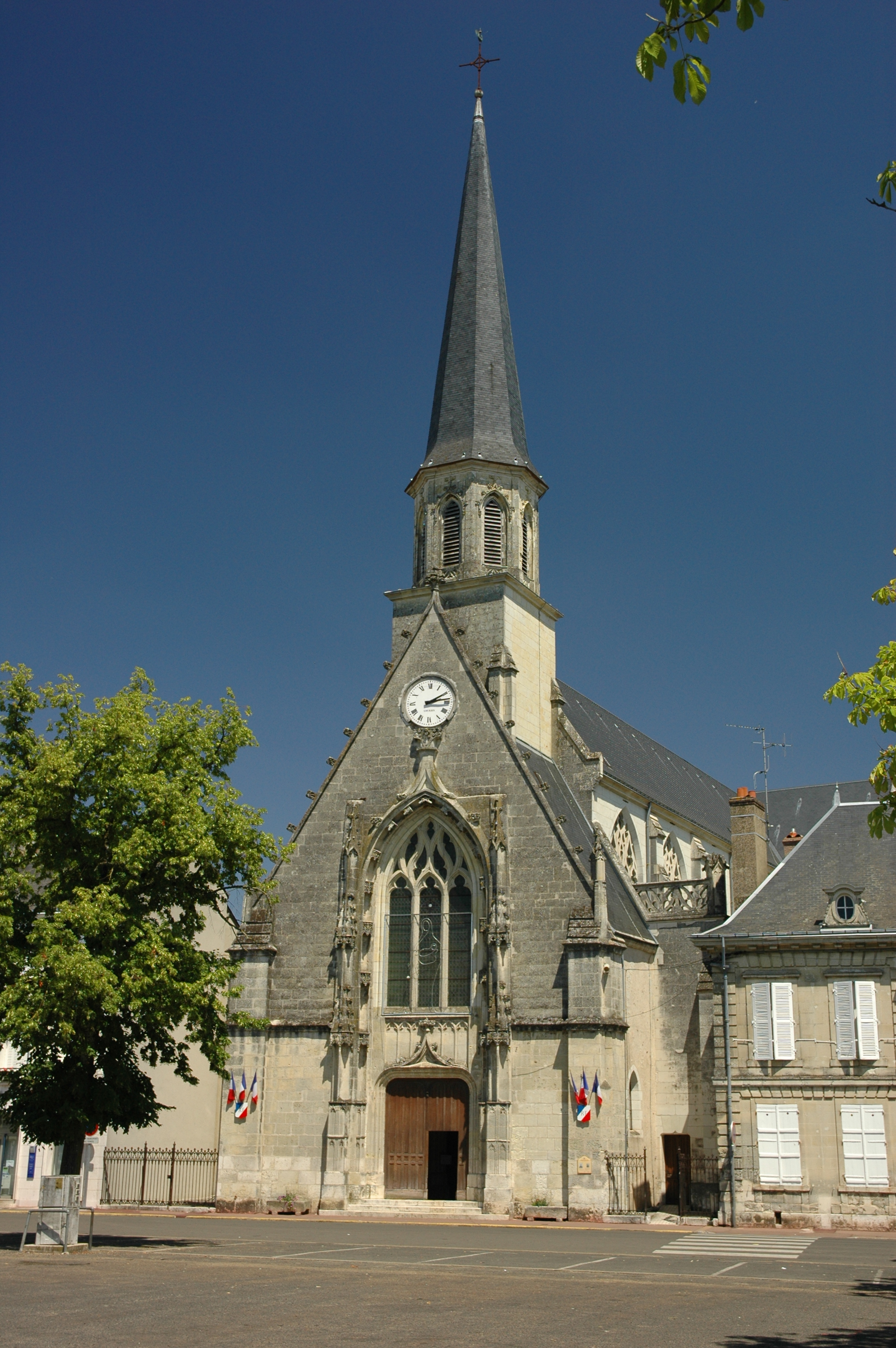
Église Saint-Laurent.

- Le château de Montoire-sur-le-Loir et son donjon a été bâti par les premiers seigneurs de Montoire à la fin du XIe siècle.
- Le château de Chalay, dans l'ancienne commune de Saint-Quentin-lès-Troo.
- Le musée des Rencontres ou gare historique retraçant l'entrevue de Montoire. Musée consacré aux entrevues des 22 et 24 octobre 1940 entre Laval et Hitler puis entre Pétain et Hitler.

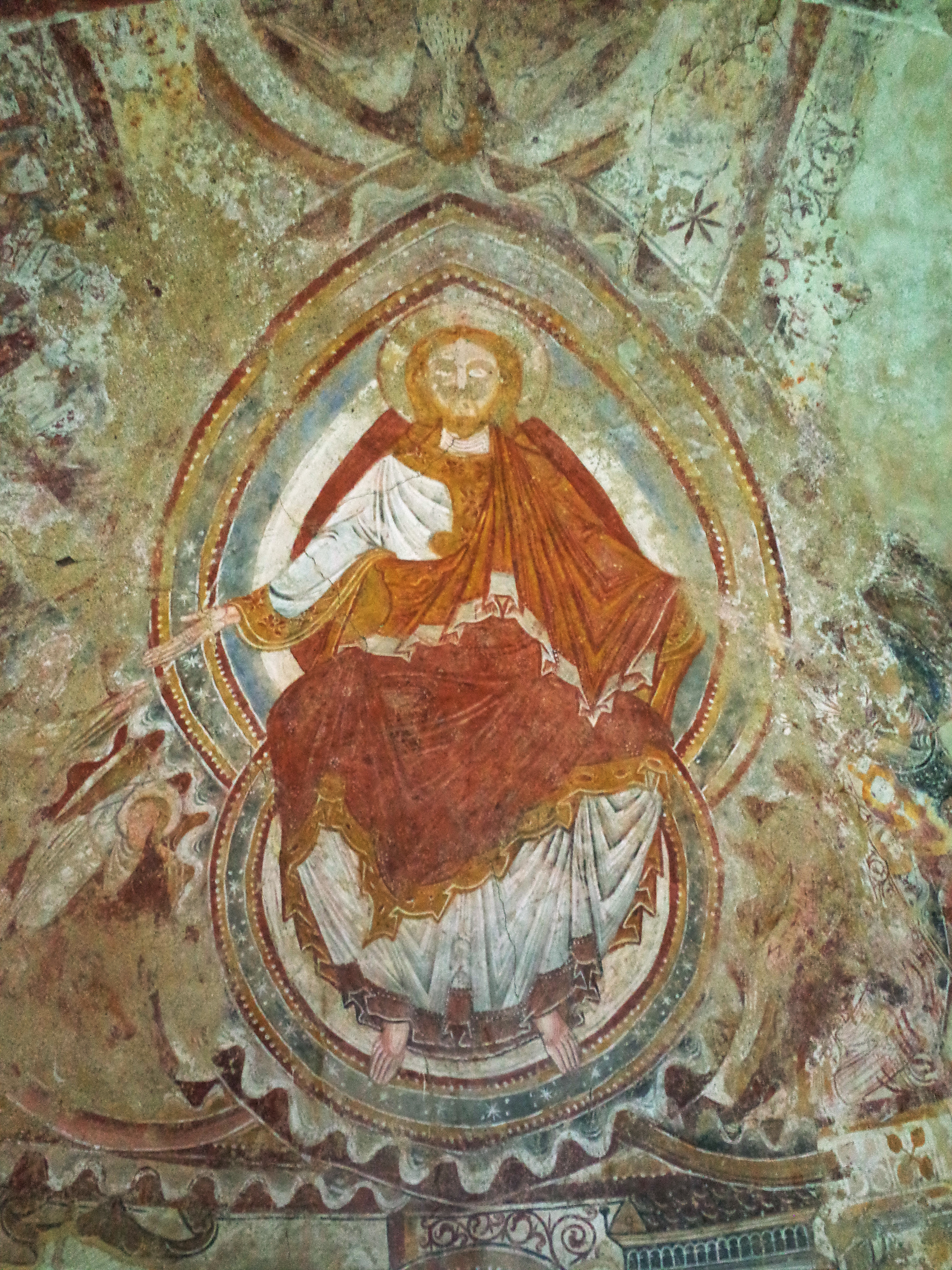
Christ en majesté, chapelle Saint-Gilles, Montoire-sur-le-Loir, abside sud.

- La chapelle Saint-Laurent, dans le cimetière.
- La chapelle de la Madeleine, associée à une ancienne léproserie.
- La maison Renaissance, ancienne maison du bailli, et une maison du XVIe siècle, dite du Cadran solaire, à côté.
- Le couvent des Augustins, et plus particulièrement le cloître, joyau architectural où il existe encore des fresques remarquables.
- La médiathèque intercommunale installée partiellement dans l'ancien couvent des Augustins
- L'église Saint-Laurent.
- Le jardin botanique au Lieu-dit la Fossee (vins Martellière appellation Coteaux du Vendômois), qui possède aussi un magnifique jardin botanique que l'on peut visiter en été.
- Le musée Musikenfête où l'on peut retrouver toutes les expositions des pays venus à Montoire lors du festival folklorique.
- L'ancienne église Saint-Outrille.
- La maison Taillebois.

#### Chapelle Saint-Gilles
Cette chapelle a une architecture particulière : un chœur tréflé dont les deux chapelles en cul-de-four nord et sud jouent le rôle de transept, et une croisée centrale couverte d'une coupole, chacune des absides étant ornée de fresques romanes représentant un Christ en majesté.
- Chapelle est (abside principale) : Le Christ, entouré de quatre anges et des quatre animaux symboles des évangélistes, tient le Livre et bénit de la main droite.
- Chapelle sud : Le Christ tend les clés à Saint-Pierre.
- Chapelle nord : le Christ, entre l'alpha et l'oméga, étend les bras tandis que de sa main gauche partent des filets rouges qui touchent le front de six personnages. Il s'agit probablement d'une représentation de la Pentecôte.
- Doubleau est : L'agneau divin est encadré par deux séraphins aux grandes ailes.
- Doubleau ouest : Le Christ étend les bras pour couronner deux chevaliers en cotte de mailles.

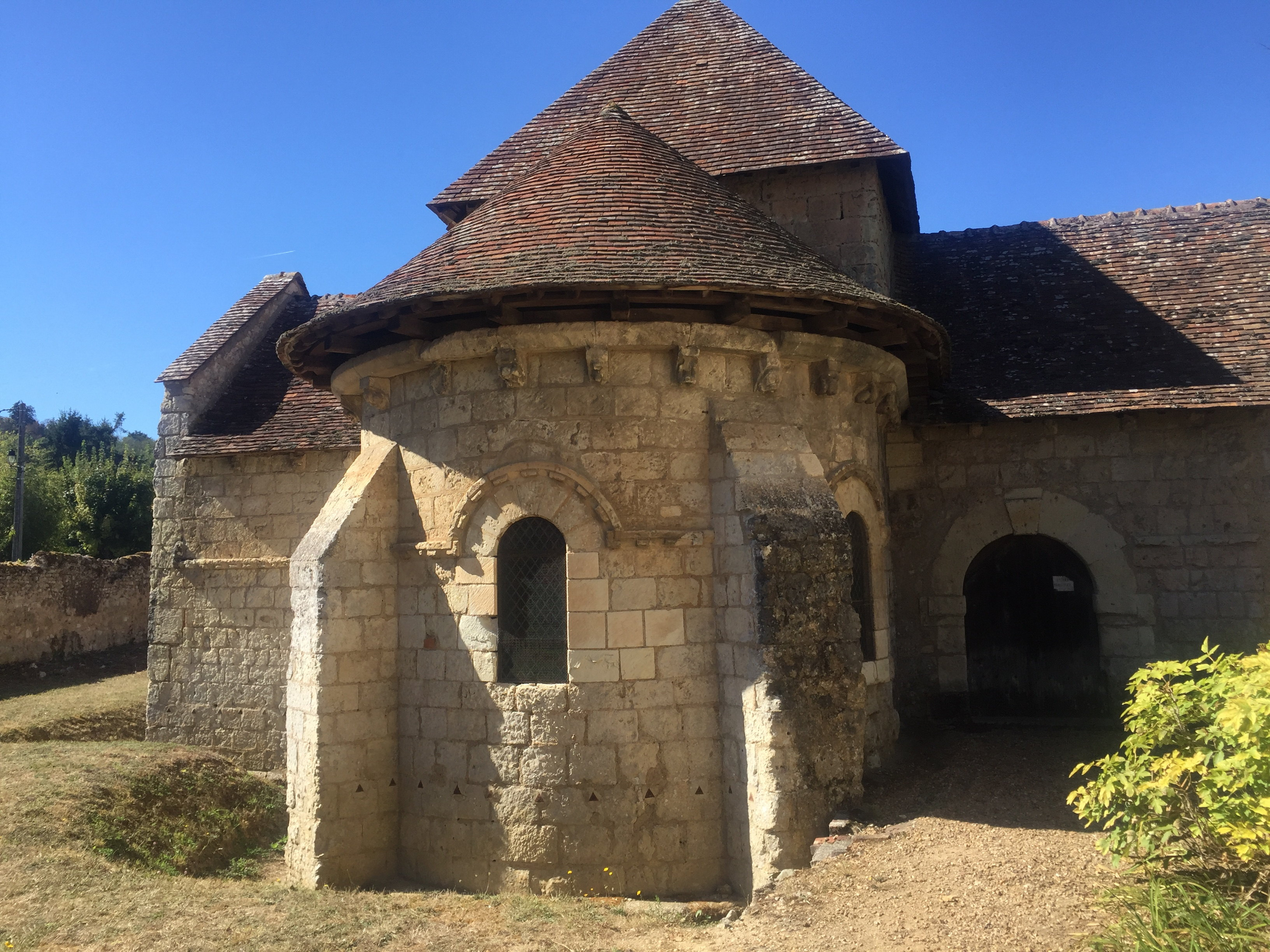
Chapelle Saint Gilles (extérieur).
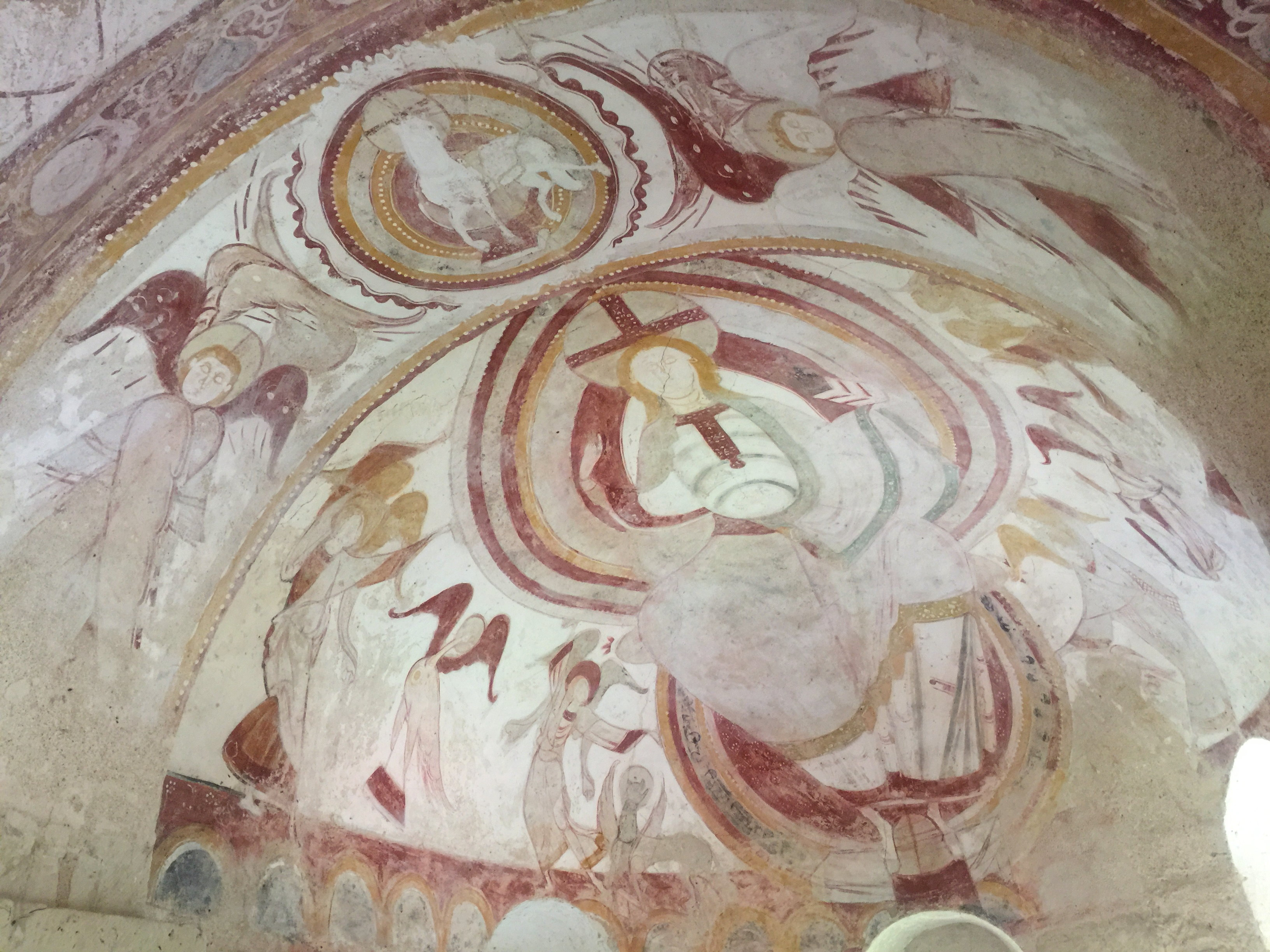
Christ en majesté (chapelle est).
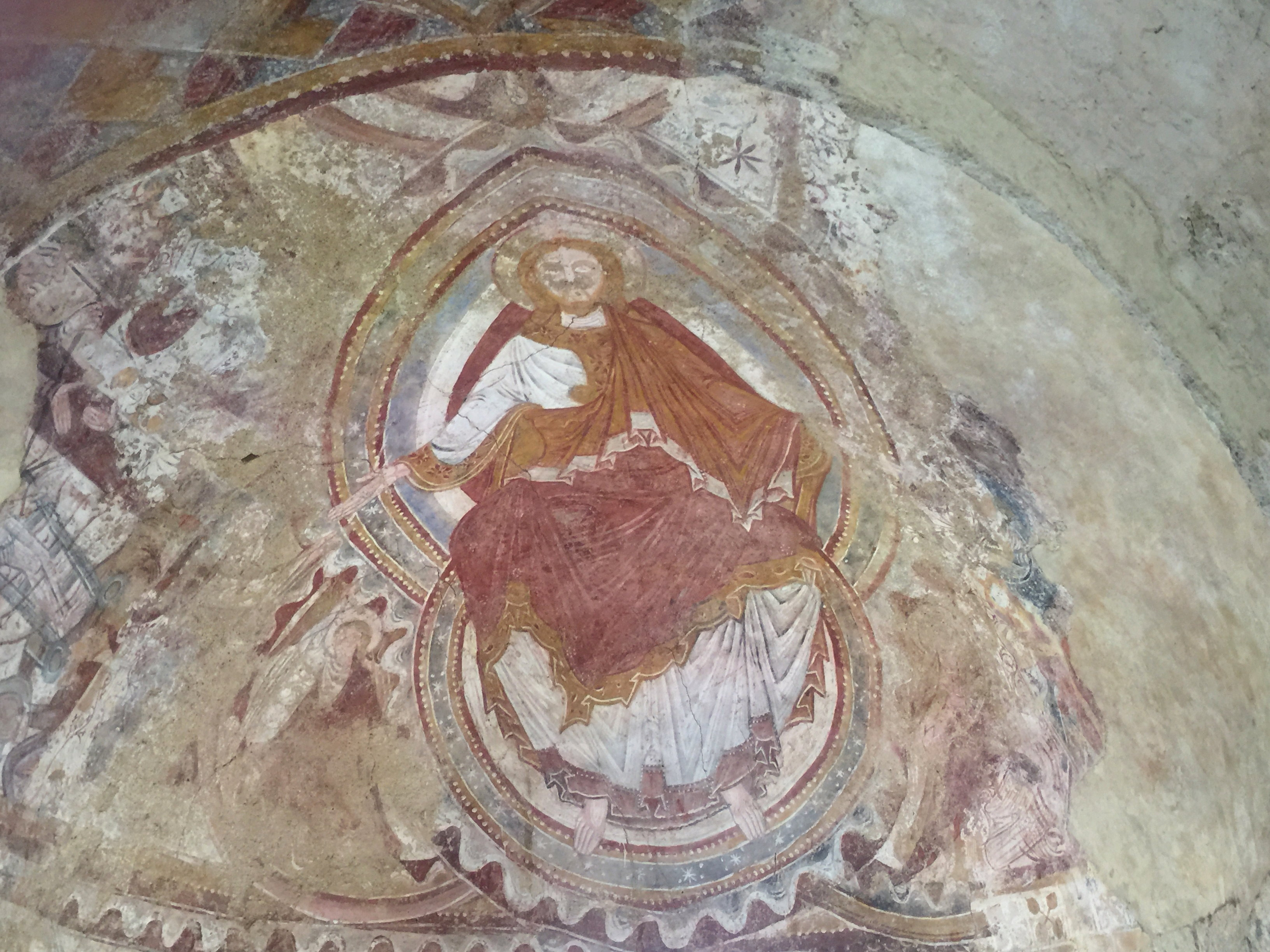
Christ sud.
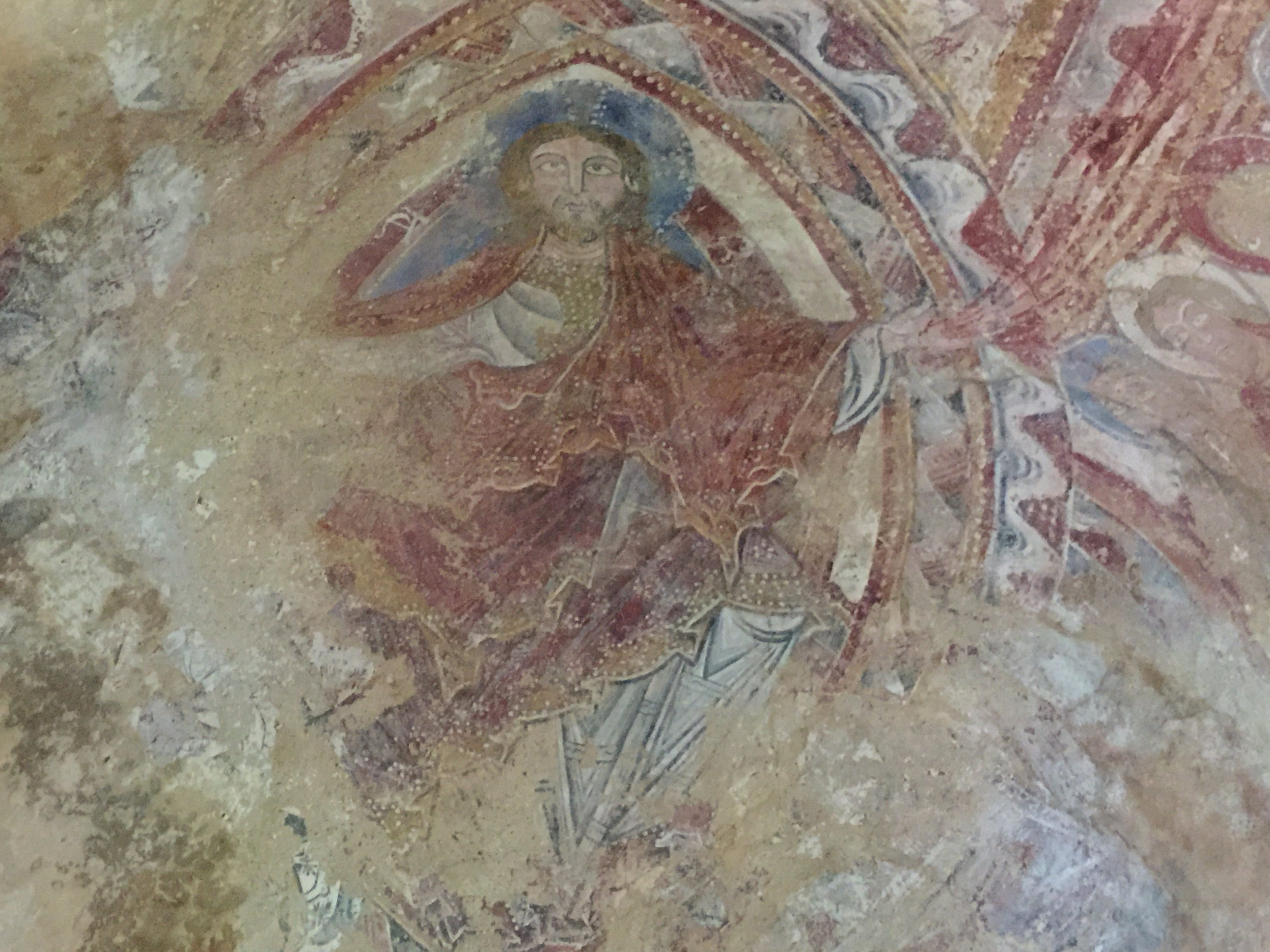
Christ nord.
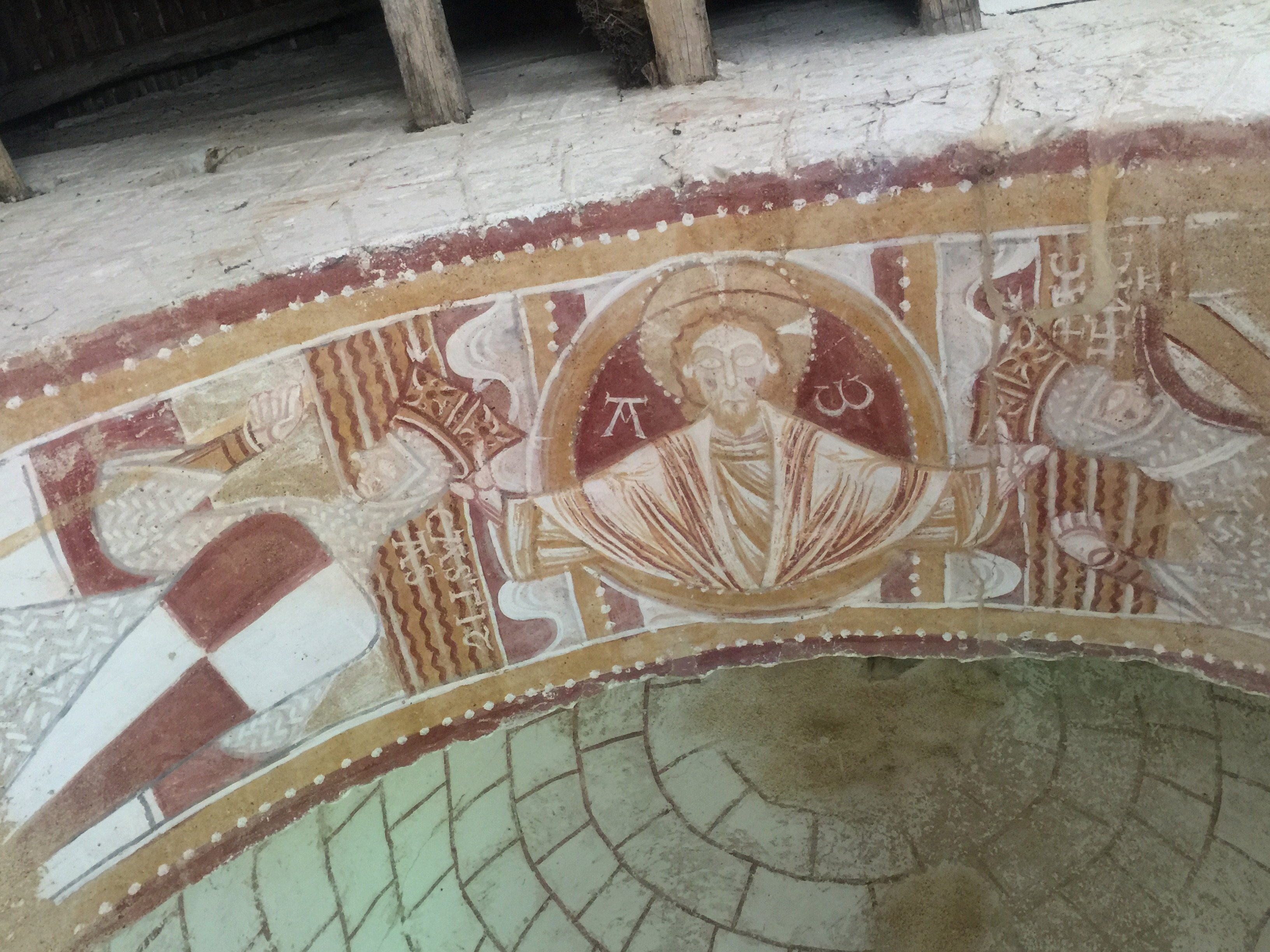
Doubleau ouest.
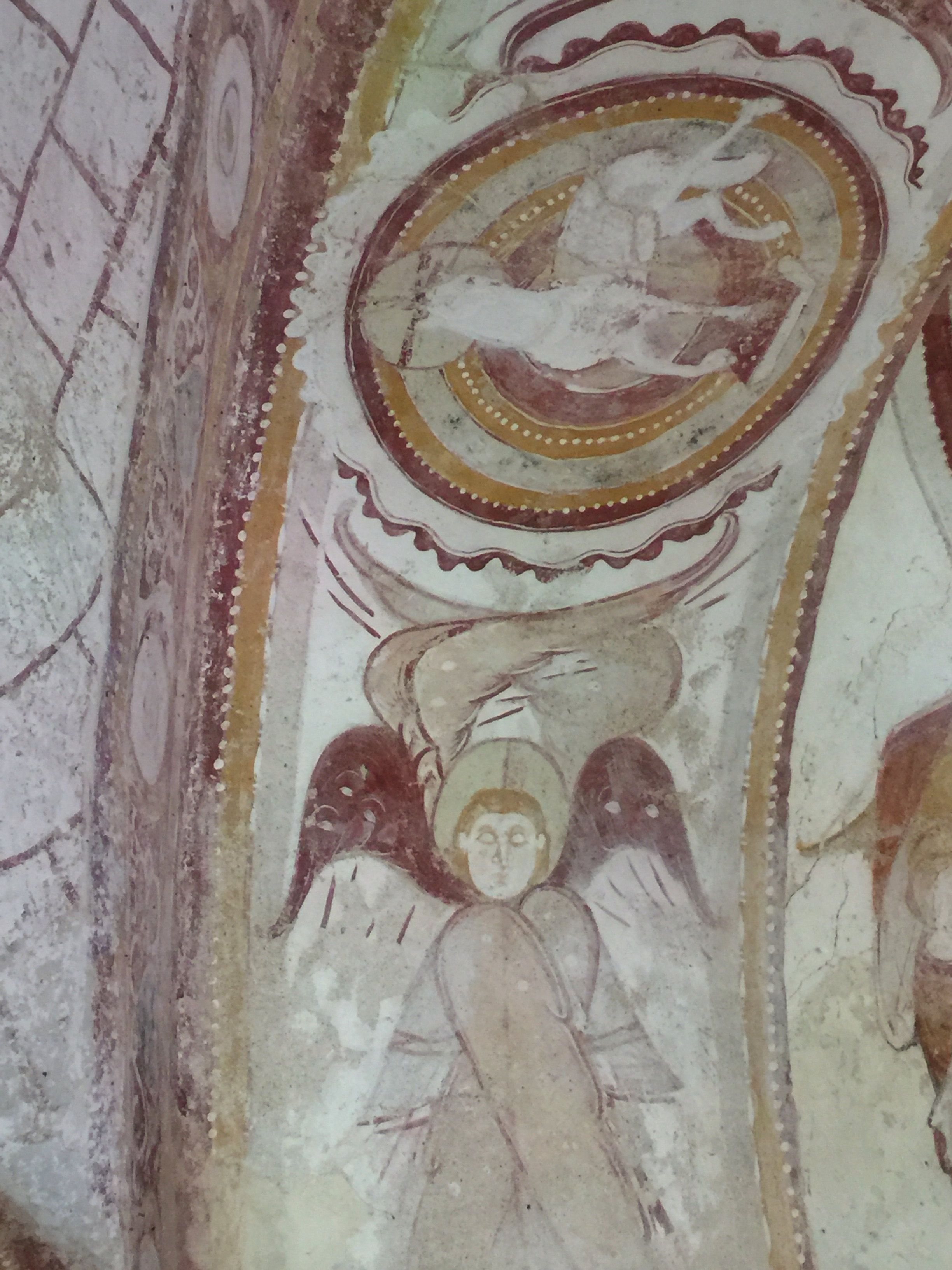
Doubleau est.

### Manifestations culturelles et festivités
- Le festival international de folklore se déroule chaque année depuis 1973 pendant la semaine du 15 août. Ce festival, dont la 40e édition a lieu en 2012, rassemble environ 10 groupes de pays différents venant des 5 continents chaque année. Sa fréquentation en fait un des évènements majeurs de la région durant l'été.

### Sports
Le complexe sportif Jules-Ferry comprend le football, le tennis, le gymnase, le club de vélo, le badminton, etc.

### Héraldique
|  | Les armoiries de Montoire-sur-le-Loir se blasonnent ainsi : D'argent au lambel de six pendants de sable posé en chef. Armes des premiers seigneurs de Montoire (sceau de Jean de Montoire appendu à une charte datée de Chinon en juillet 1215). |

## Jumelages
Łowicz (Pologne)

## Personnalités liées à la commune

### Nés dans la commune
- Charles Bouvard (Montoire-sur-le-Loir, 1572 - 22 octobre 1658), médecin de Louis XIII.
- Charles Busson (Montoire-sur-le-Loir, 15 juillet 1822 - Paris, 4 avril 1908), peintre paysagiste français .
- Émile Joseph Belot (Montoire-sur-le-Loir, 24 septembre 1829 - Lyon, 30 septembre 1886)[82]., historien français, y est né.
- Jacqueline Gourault (Montoire-sur-le-Loir, 20 novembre 1950 -    ), femme politique, maire de La Chaussée-Saint-Victor de 1989 à 2014, sénatrice de 2001 à 2017 puis ministre durant le quinquennat d'Emmanuel Macron.
- Bruno Huger (Montoire-sur-le-Loir, 10 août 1962 -    ), coureur cycliste professionnel.

### Décédés dans la commune
- Armand Samuel de Marescot (Tours, Indre-et-Loire, 1er mars 1758 - Montoire-sur-le-Loir (château de Chaslay), 5 novembre 1832), général du génie des armées de la République et de l'Empire.
- Auguste André Bauchant (Châteaurenault, Indre-et-Loire, 24 avril 1873 - Montoire-sur-le-Loir, Loir-et-Cher, 12 août 1958), peintre naïf français[83].
- Charles Beaupetit (Sassay, Loir-et-Cher, 27 avril 1921 - Montoire-sur-le-Loir, 9 septembre 1986), conseiller municipal de Montoire, conseiller général, maire ainsi que sénateur.

### Autres
- François Brossier (1940 - 2018), prêtre catholique, professeur honoraire à l'Institut catholique de Paris, fut vicaire de la paroisse pendant vingt-quatre ans.
- Honoré de Balzac fait naître en ce lieu son personnage Louis Lambert, dans le roman de la Comédie humaine, Louis Lambert.